# Anne de La Girouardière
Anne-Renée-Félix Hardouin de La Girouardière (née le 25 août 1740 à Chantenay-Villedieu - 1827) est la fondatrice d'une congrégation religieuse à Baugé (Maine-et-Loire), vouée à l'accueil des plus pauvres au XVIIIe siècle. La réalisation de son œuvre consacrée aux incurables est marquée par la traversée de la Révolution française, la personnalité d'André Bérault (prêtre réfractaire), et la présence de la Croix d'Anjou au cœur du Couvent de Baugé.

## Biographie

### Famille de Hardouin
Née le 25 août 1740 Anne-Renée-Félix appartient à la famille de Hardouin. La terre de la Girouardière à Peuton appartient à la famille de Hardouin aussi seigneurs de la Girouardière.
Au XVIIIe siècle, les Hardouin se titrèrent marquis et comtes de la Girouardière. C'est une famille qui portait : d'argent à la fasce de gueules, accompagnée en chef d'un léopard de sable et en pointe de deux quintefeuilles de même. Son surnom lui vient de la Girouardière, qu'elle possédait dès 1360, et elle donna son nom aux Hardonnières de Longuefuye où on la trouve dès 1400. Elle posséda aussi le Château du Pin de Préaux et d'autres terres moins importantes.
Les derniers seigneurs de la Girouardière étaient allés habiter Souligné-sous-Ballon et Chantenay-Villedieu. C'est dans cette dernière paroisse que naquit, le 25 août 1740, Anne de La Girouardière, la fondatrice de l'hospice des Incurables de Baugé, 1786.
Famille d'hommes d'armes, depuis toujours, le père d'Anne sert pendant 12 ans dans le régiment de dragons de Bonnelles puis celui d'infanterie d'Orléans. Il s'installe sur ses terres à son mariage.

### Biographie
Anne est l'ainée de 4 enfants. À 9 ans, Anne entre au pensionnat des religieuses hospitalières de Saint Joseph à Baugé. À partir de 18 ans, sa famille cherche à lui trouver un mari, ce dont elle ne veut pas.
En 1772, elle assume l'administration des biens familiaux à la mort de son père. Elle était en 1786 dame du Pin et faisait valoir ses droits en cette qualité.
À la mort de sa mère, elle s'installe comme pensionnaire à l’hôpital de Baugé, menant la vie des religieuses sans toutefois devenir l'une d'elles. L'abbé Bérault, curé de Baugé depuis 1755, est son directeur spirituel. Celui-ci a un grand souci des pauvres. Il trouve deux puis quatre femmes qui veulent se dévouer auprès des infirmes et incurables de Baugé. Il consacre la "fondation" accueillant 18 infirmes au Sacré-Cœur de Marie". Anne de La Girouardière visite ces malades et utilise ses biens à diverses œuvres de Baugé. Anne et l'abbé Bérault décident de créer un hospice pour incurables dans des maisons achetées rue du Petit Mont à Baugé. En 1784, les incurables sont installés. En 1786, Anne fait profession solennelle et est la première supérieure de l'établissement. La nouvelle fondation rencontre rapidement l'hostilité de la ville de Baugé; nombreux craignent la présence de ces infirmes au centre de la commune. En septembre 1786, les lettres patentes sont adressées par Louis XVI, autorisant l'accueil de 80 malades. D'autres femmes rejoignent "les incurables" (comme on dit alors) pour s'y consacrer dans la vie religieuse à partir de 1787, donnant ainsi naissance à une nouvelle congrégation, lors de la profession solennelle de cinq d'entre elles le 23 mai 1790. Le premier groupe est aussi clairement orienté vers la prière, et particulièrement l'adoration eucharistique, comme un pendant de l'action auprès des infirmes.
La période révolutionnaire est difficile pour la jeune congrégation. Le fait d'accueillir des infirmes préserve les sœurs d'être spoliées et expulsées. L'abbé Bérault refuse la Constitution civile du clergé. Emprisonné mais non déporté en raison de son âge, il est libéré par les Vendéens puis restera caché aux "incurables" jusqu'à sa mort en 1794. Une dizaine d'autres prêtres réfractaires y sont cachés pendant des séjours plus ou moins longs. Anne de La Girouardière provoque plusieurs pétitions pour défendre la cause des "Incurables" auprès de l'administration révolutionnaire, et traverse ainsi les persécutions et poursuites légales en maintenant la vie des sœurs et l'accueil des infirmes. Des religieuses sans couvent rejoignent aussi les Incurables pendant les années 1792 et 1793. le talent de gestionnaire de la supérieure permet de maintenir les approvisionnements nécessaires à l'institution. Sous le consulat et l'Empire, Anne organise autant la congrégation religieuse que l'accueil des incurables. Elle agrandit le terrain et les bâtiments, construit le grand chœur de la chapelle actuelle. Elle obtient l'approbation de la congrégation par le pape Pie VII le 14 septembre 1821. À partir de 1822, elle subit le grand âge et s'affaiblit progressivement jusqu'à sa mort le 10 décembre 1827. Les hommages sont alors unanimes devant l’œuvre et la personnalité de cette femme d'exception.

## Œuvre
La communauté des Filles du Sacré-Cœur de Marie a poursuivi son existence jusqu'à aujourd'hui. Les sources historiques anciennes sont peu nombreuses, car les lettres et papiers de communauté de la fondatrices furent brulés en 1830 sur ordre de la supérieure, Mère Jeanne Pigé. Par la suite, la communauté s'est agrandie. La congrégation fonde une maison à Saint-Philbert-de-Bouaine en Vendée et en Espagne à Arenys de Mar près de Barcelone.
La congrégation a changé de nom et devient la communauté des Filles de Marie.

## Pour aller plus loin